# Kallima nila
Kallima nila är en fjärilsart som beskrevs av Evans 1932. Kallima nila ingår i släktet Kallima och familjen praktfjärilar. Inga underarter finns listade i Catalogue of Life.